# Mangguan
Mangguan is een bestuurslaag in het regentschap Pasuruan van de provincie Oost-Java, Indonesië. Mangguan telt 2859 inwoners (volkstelling 2010).